# Камерон (Северная Каролина)
Камерон — город в округе Мур в Северной Каролине. Согласно переписи населения 2020 года, в городе проживало 359 человек.

## История
Город Камерон возник вокруг дощатой дороги, которая впоследствии была заменена железной дорогой и находился в конце железной дороги Роли и Августы. Его расположение сделали город идеальным местом для предпринимателей. Они построили скипидарные винокурни, создали торговый и гостиничный бизнес для удовлетворения потребностей клиентов железной дороги, а также построили процветающее ежевичные плантации. Ежевика стала настолько важной для города, что Кэмерон стал известен как «Ежевичная столица мира». В городе также было основано 12 антикварных магазинов и дважды в год проводится «Антикварная ярмарка».
Исторический район Камерона и дом Джона Эвандера Филлипса внесены в Национальный реестр исторических мест США.